# Sistemes d'execució de fabricació

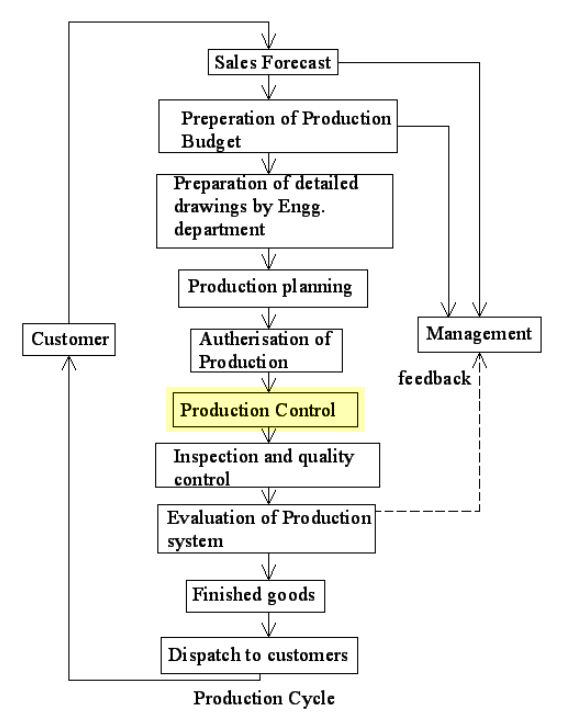
Paper del control de producció en el cicle de producció.

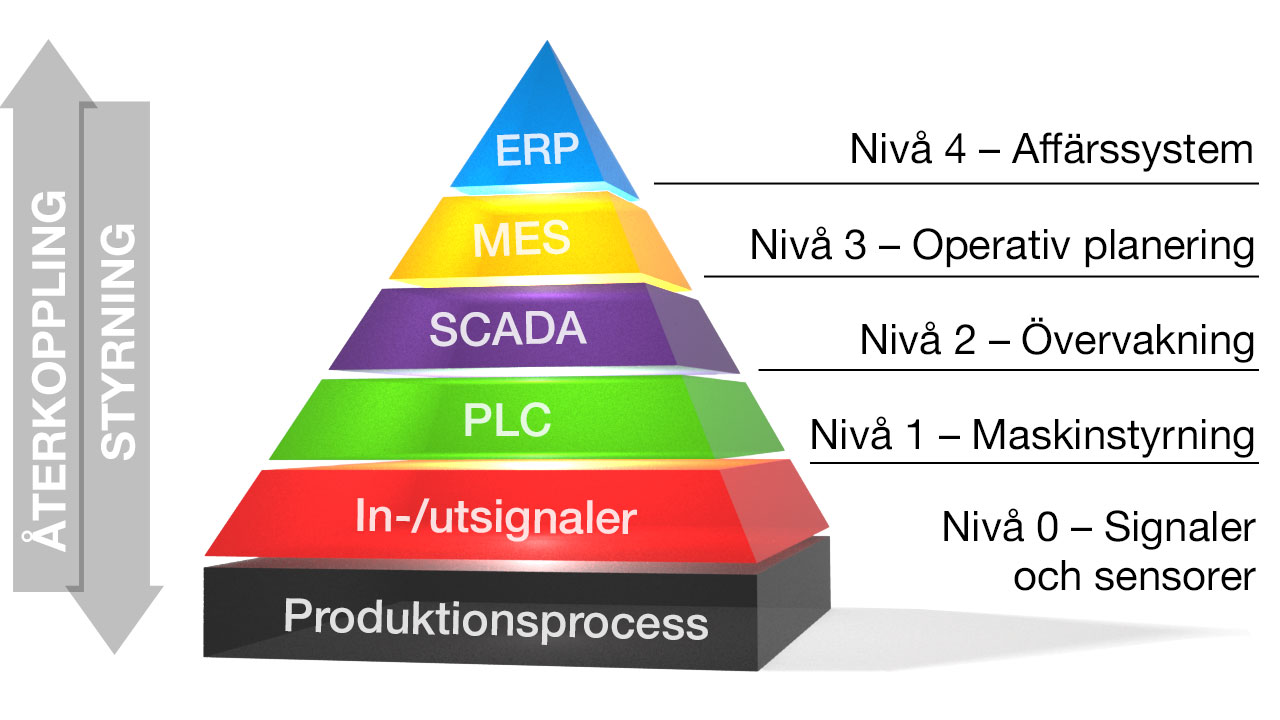
La piràmide de l'automatització, que descriu les cinc disciplines dins de la direcció industrial.

Els sistemes d'execució de fabricació (MES) són sistemes informatitzats utilitzats en la fabricació per fer el seguiment i documentar la transformació de matèries primeres en productes acabats. MES proporciona informació que ajuda els responsables de la fabricació a entendre com es poden optimitzar les condicions actuals a la planta per millorar la producció. MES funciona com un sistema de monitorització en temps real per permetre el control de múltiples elements del procés de producció (per exemple, inputs, personal, màquines i serveis de suport).
MES pot operar en múltiples àrees funcionals, per exemple, gestió de definicions de productes al llarg del cicle de vida del producte, programació de recursos, execució i enviament de comandes, anàlisi de producció i gestió del temps d'inactivitat per a l'eficàcia global de l'equip (OEE), la qualitat del producte o el seguiment i seguiment dels materials. MES crea el registre "tal com està construït", capturant les dades, els processos i els resultats del procés de fabricació. Això pot ser especialment important en indústries regulades, com ara alimentació i begudes o farmacèutica, on es pot requerir documentació i prova de processos, esdeveniments i accions.
La idea de MES es podria veure com un pas intermedi entre, d'una banda, un sistema de planificació de recursos empresarials (ERP) i un sistema de control de supervisió i adquisició de dades (SCADA) o de control de processos de l'altra; encara que històricament, els límits exactes han fluctuat. Grups industrials com MESA International - Manufacturing Enterprise Solutions Association - es van crear a principis de la dècada de 1990 per abordar la complexitat i assessorar sobre l'execució dels sistemes MES.

## Beneficis
"Els sistemes d'execució de fabricació [ajuden] a crear processos de fabricació impecables i proporcionen retroalimentació en temps real dels canvis de requisits", i proporcionen informació en una única font. Altres beneficis d'una implementació exitosa de MES poden incloure:
1. Reducció de residus, reelaboració i ferralla, incloent temps de configuració més ràpids
2. Captura més precisa de la informació de costos (p. ex. mà d'obra, ferralla, temps d'inactivitat i eines)
3. Augment del temps de funcionament
4. Incorpora activitats de flux de treball sense paper
5. Traçabilitat de les operacions de fabricació
6. Disminueix el temps d'inactivitat i facilita la recerca d'avaries
7. Inventari reduït, mitjançant l'erradicació de l'inventari per si de cas